# MacOS Tahoe
macOS Tahoe (version 26) est la 22e version majeure de macOS, le système d'exploitation des Macintosh. Elle a été annoncée le 9 juin 2025 lors de la conférence mondiale des développeurs 2025 d'Apple (WWDC25).

## Développement

### Annonce
macOS Tahoe a été annoncé par Craig Federighi, vice-président senior de l'ingénierie logicielle lors de la conférence mondiale des développeurs Apple (WWDC25) le 9 juin 2025.

## Fonctionnalités
macOS Tahoe inclut plusieurs nouvelles fonctionnalités et améliorations, principalement axées sur l'interface utilisateur :
- L'interface utilisateur a été entièrement repensée pour la première fois depuis macOS Big Sur en utilisant Liquid Glass qui remplace Aqua, harmonisant ainsi l'expérience entre les plateformes[2],[3]. La barre des menus adopte désormais une transparence. Les icônes des applications ont été reconçues pour s'aligner parfaitement sur celles d'iOS et d'iPadOS. La forme standardisée par Big Sur devient obligatoire : l'icône de la corbeille s'y conforme désormais et les applications tierces non conformes verront leurs icônes automatiquement adaptées.

- Les dossiers bénéficient maintenant d'options de personnalisation étendues, permettant l'ajout d'émojis, d'icônes personnalisées et de couleurs variées[2].

- La recherche Spotlight a été entièrement revue et intègre désormais des actions rapides appelées quick-key ainsi qu'Apple Intelligence[4].

- De nombreuses fonctionnalités populaires d'iOS et d'iPadOS font leur apparition sur Mac, notamment les icônes teintées et les activités en direct[4],[3].

- Les applications Téléphone et Journal enrichissent l'écosystème Mac. L'application Téléphone exploite Continuité pour une intégration transparente avec l'iPhone[4],[3].

- Le centre de contrôle a été complètement refondu et reproduit fidèlement, tant sur le plan fonctionnel qu'esthétique, celui introduit dans iOS/iPadOS 18[4],[3].

- Le Launchpad, présent depuis OS X Lion et demeuré pratiquement inchangé, disparaît au profit d'un onglet « Applications » intégré à la recherche Spotlight, s'inspirant de la bibliothèque d'apps d'iOS (depuis la version 14)[5]. Les applications iPhone s'affichent également dans cette liste grâce à Continuité et se lancent via la Recopie d'iPhone.

## Compatibilité
macOS Tahoe supporte tous les Macintosh avec une puce Apple Silicon et ceux équipés de processeurs Intel de 9e génération (Coffee Lake) et Xeon-W Cascade basés sur Lake. Les seuls Mac Intel toujours compatibles sont le Mac Pro de 2019, le Macbook Pro 16 pouces de 2019 et 13 pouces de 2020 et l'iMac de 2020. Les modèles suivants sont supportés :
- iMac 2020 et ultérieurs
- Mac Pro 2019 et ultérieurs
- Mac mini 2020 et ultérieurs
- MacBook Air 2020 et ultérieurs
- MacBook Pro 2019 et ultérieurs
- Mac Studio 2022 et ultérieurs

Lors de son événement Platforms State of the Union de la WWDC25, Apple a annoncé que macOS Tahoe sera la dernière version compatible avec les Mac Intel, qui ne pourront donc pas recevoir macOS 27.

## Historique des versions
La première version bêta développeur de macOS Tahoe a été publiée le lundi 9 juin 2025. Tout comme macOS Sequoia, la version développeur de macOS Tahoe a été disponible pour toute personne disposant d'un compte développeur Apple gratuit, sans avoir besoin d'un abonnement développeur payant.
|  | Version précédente |  | Version actuelle |  | Version bêta actuelle |  | Réponse de sécurité |

| Version              | Built    | Date de sortie  | Version Darwin |
| -------------------- | -------- | --------------- | -------------- |
| 26.0 bêta 1          | 25A5279m | 9 juin 2025     | —              |
| 26.0 bêta 2          | 25A5295e | 23 juin 2025    | —              |
| 26.0 bêta 3          | 25A5306g | 7 juillet 2025  | —              |
| 26.0 beta 4          | 25A5316i | 22 juillet 2025 | —              |
| 26.0 Bêta publique 1 | 25A5316i | 24 juillet 2025 | —              |
| 26.0 beta 5          | 25A5327h | 5 août 2025     | —              |
| 26.0 Bêta publique 2 | 25A5327h | 7 août 2025     | —              |
| 26.0 beta 6          | 25A5338b | 11 août 2025    | —              |